# 119 (응급 전화번호)
119는 일부 국가에서 구급 · 소방 또는 경찰에 할당된 긴급 전화 번호이다.

## 주요 사용 국가
| 나라           | 경찰 | 구급 | 소방 |
| -------------- | ---- | ---- | ---- |
| 대한민국       | 112  | 119  | 119  |
| 자메이카       | 119  | 110  | 110  |
| 스리랑카       | 119  | 110  | 111  |
| 중화민국       | 110  | 119  | 119  |
| 중화인민공화국 | 110  | 120  | 119  |
| 일본           | 110  | 119  | 119  |

## 영국
2020년 3월 18일 도입된 전화번호 119는 잉글랜드와 웨일스 지역에서 코로나바이러스 테스트 헬프라인을 위해 할당되었다. 스코틀랜드와 북아일랜드에서는 다른 전화번호가 사용된다.

## 같이 보기
- 000
- 111 (응급 전화번호)
- 112 (응급 전화번호)
- 999 (응급 전화번호)
- 응급 전화번호